# كريس غولدينغ
كريس غولدينغ (بالإنجليزية: Chris Goulding) مواليد 24 أكتوبر 1988، هو لاعب كرة سلة أسترالي يلعب مع فريق باسكت سرقسطة 2002 ويحمل الرقم 43.

## فرق لعب لها
- باسكت سرقسطة 2002

## روابط خارجية
- كريس غولدينغ على موقع الاتحاد الدولي لكرة السلة (الإنجليزية)
- كريس غولدينغ على موقع سبورتس رفرنس (الإنجليزية)
- كريس غولدينغ على موقع الدوري الإسباني لكرة السلة (الإسبانية)
- كريس غولدينغ على موقع كرة السلة الأوروبية.كوم (الإنجليزية)
- كريس غولدينغ على موقع ريلجم (الإنجليزية)
- كريس غولدينغ على موقع بروبوليرز (الإنجليزية)
- كريس غولدينغ على موقع سبورتس رفرنس (الإنجليزية)
- كريس غولدينغ على موقع أوليمبيديا (الإنجليزية)
- كريس غولدينغ على موقع اللجنة الأولمبية الأسترالية (الإنجليزية)